# Pteromalus speculifer
Pteromalus speculifer är en stekelart som beskrevs av Graham 1981. Pteromalus speculifer ingår i släktet Pteromalus och familjen puppglanssteklar. Inga underarter finns listade i Catalogue of Life.